# Horace Lindrum
Horace Lindrum est un joueur de snooker australien né le 15 janvier 1912 à Sydney et mort le 20 juin 1974. Sa carrière est principalement marquée par un titre de champion du monde remporté en 1952 et une place de finaliste en 1936, 1937 et 1946.
Lindrum participe à trois finales de championnat du monde contre Davis, en 1936, 1937 et 1946, les perdant toutes les trois mais frôlant la victoire à plusieurs reprises. Horace Lindrum remporte le championnat du monde 1952 qui, en raison d'un différend entre l'organe directeur et l'association des joueurs, n'est disputé que par lui-même et le Néo-Zélandais Clark McConachy.

## Carrière

### Jeunesse et débuts (1912-1935)
Horace Lindrum est né le 15 janvier 1912 à Paddington (Sydney). Il était le fils de Clara (connue sous le nom de Violet), sœur de Frederick III et de Walter Lindrum (en). Clara était une championne australienne de snooker féminin. Horace était l'arrière-petit-fils du premier champion australien de billard Friedrich Wilhelm Von Lindrum et le petit-fils de l'entraîneur de billard Frederick William Lindrum II.
Joueur de snooker dominant en Australie, il a vécu en Grande-Bretagne pendant de longues périodes et a participé aux principaux tournois britanniques. Dès son arrivée en Grande-Bretagne en 1935, il est considéré comme le deuxième meilleur joueur au monde, derrière Joe Davis.

### Double finaliste du championnat du monde avant la Seconde Guerre mondiale (1936-1939)
Pour sa première participation au championnat du monde de snooker, en 1936, Horace Lindrum écrase un à un tous ses adversaires pour se retrouver en finale. Il y affronte Joe Davis, vainqueur des neuf dernières éditions, et s'incline sur le score de 34 manches à 27. Lindrum réitère lors de l'édition suivante, éliminant Sydney Lee et Willie Smith, tous deux sur le score de 20-11. Il retrouve Davis en finale, et s'incline une fois encore, malgré un score plus resserré (32-29). Absent du championnat du monde en 1938, l'Australien est de retour en 1939 mais s'incline d'entrée de jeu, se faisant surprendre par l'Anglais Alec Brown. Pendant la Seconde Guerre mondiale, le championnat est suspendu.
En dehors de ses performances au championnat du monde, Horcace Lindrum compte aussi une finale perdue à la Daily Mail Gold Cup en 1936, terminant en seconde position derrière Davis.  

### Après-guerre et nouvelle finale au championnat du monde (1946-1951)
Le tournoi est relancé en 1946 et Lindrum s'y présente. Il domine alors Fred Davis, le frère de Joe, pour disputer une troisième finale, où il retrouve à nouveau l'Anglais. Joe Davis venge l'élimination de son frère et bat Lindrum, 78 à 67. En 1947, Joe Davis décide de se retirer du championnat du monde, lui qui a remporté les quatorze premières éditions. Ce retrait fait de Lindrum l'un des favoris du tournoi, si ce n'est le grand favori. Néanmoins, l'Australien ne parvient pas à saisir l'occasion et s'incline en demi-finale face à Walter Donaldson, qui domine ensuite assez largement Fred Davis en finale. La déception est si grande qu'Horace Lindrum est absent des trois prochaines éditions du championnat du monde. Il tente à nouveau sa chance lors de l'édition de 1951 mais s'incline une fois encore aux portes de la finale, vaincu par le même Donaldson. 

### Unique victoire au championnat du monde en 1952
En 1952, en raison d'une querelle entre les deux structures dirigeantes du snooker mondial de l'époque — la Professional Billiards Players' Association (PBPA) et la Billiards Association and Control Council (BACC) — la plupart des joueurs de snooker professionnels décident de renoncer au championnat. Seuls deux participants sont à dénombrer ; Lindrum et le Néo-zélandais Clark McConachy, finaliste en 1932. L'Australien ne laisse pas passer sa chance et remporte la rencontre haut la main (94-49), décrochant ainsi son premier et unique titre de champion du monde en carrière. Il est le premier joueur non-Britannique ayant réalisé cette performance. Depuis, trois autres joueurs non-Britanniques ont eux aussi gagné le championnat du monde ; le Canadien Cliff Thorburn (1980), l'Australien Neil Robertson (2010) et le Belge Luca Brecel (2023). Toutefois, la victoire de Lindrum reste débattue du fait qu'il n'y avait que deux concurrents dans le tournoi. 

## Vie post-snooker
Après son sacre au championnat du monde, Horcace Lindrum se retire de toute compétition professionnelle, préférant participer à des matchs de gala, dont l'Open d'Australie, qu'il remporte en 1963. Il tente aussi de promouvoir le snooker dans son pays.  
Lindrum meurt le 20 juin 1974 à l'hôpital privé Delmar, à Dee Why (Sydney). La cause du décès est un carcinome bronchique. Il laisse derrière lui sa femme, Joy, et ses deux filles.

## Chronologie des performances au championnat du monde
| Tournoi              | 1935- 1936 | 1936- 1937 | 1937- 1938 | 1938- 1939 | 1939- 1940 | 1945- 1946 | 1946- 1947 | 1947- 1948 | 1948- 1949 | 1949- 1950 | 1950- 1951 | 1951- 1952 |
| -------------------- | ---------- | ---------- | ---------- | ---------- | ---------- | ---------- | ---------- | ---------- | ---------- | ---------- | ---------- | ---------- |
| Championnat du monde | F          | F          | A          | QF         | A          | F          | DF         | A          | A          | A          | DF         | V          |

| Légende | Légende                               | Légende | Légende                                                           | Légende | Légende                     |
| ------- | ------------------------------------- | ------- | ----------------------------------------------------------------- | ------- | --------------------------- |
| DQ      | défaite en qualifications             | #R/N    | défaite au premier tour du tournoi (N = position dans le tournoi) | QF      | défaite en quarts de finale |
| DF      | défaite en demi-finales               | F       | défaite en finale                                                 | V       | tournoi gagné               |
| NQ      | ne s'est pas qualifié pour le tournoi | A       | n'a pas participé au tournoi                                      | F       | s'est retiré du tournoi     |

| NT / Non Tenu | NT / Non Tenu | NT / Non Tenu | NT / Non Tenu | signifie que le tournoi n'a pas eu lieu. |

## Palmarès
| Légende | Catégorie                      | Titres                         | Finales                        |
|         | Tournois classés               | 0                              | 0                              |
|         | Tournois non classés           | 1                              | 5                              |
| Gras    | Tournois de la triple couronne | Tournois de la triple couronne | Tournois de la triple couronne |

### Titres (1)
| Année | Nom du tournoi       | Lieu                  | Finaliste       | Score | Tableaux |
| 1952  | Championnat du monde | Manchester, Blackpool | Clark McConachy | 94-49 | Tableau  |

### Finales perdues (5)
| Année | Nom du tournoi           | Lieu    | Finaliste | Score                 | Tableaux |
| 1934  | Challenge mondial        |         | Joe Davis | 46-29                 |          |
| 1936  | Daily Mail Gold Cup      | Londres | Joe Davis | Tournoi toutes rondes |          |
| 1936  | Championnat du monde     | Londres | Joe Davis | 27-34                 | Tableau  |
| 1937  | Championnat du monde (2) | Londres | Joe Davis | 29-32                 | Tableau  |
| 1946  | Championnat du monde (3) | Londres | Joe Davis | 67-78                 | Tableau  |